# Nagybakos
Nagybakos (ukránul Свобода (Szvoboda)) a Beregszászi járás nyugati részén, a magyar határtól pár kilométerre fekvő település, amely Bátyúval, Kisbakossal, Badóval és Danilovkával együtt alkot egy községet.

## Történelem
A környéken a huszadik századig – Bátyú kivételével – jelentősebb település nem volt. A térség a Lónyai család uradalmához tartozott, kisebb – a majorságokon lévő – tanyák jelentik a mai települések elődjeit.
A legtöbb települést a csehszlovák korszakban alapították. Ekkor ugyanis a magyar nagybirtokok felszámolásával a csehszlovák állam telepeseket költöztetett ide. Nagy számú ruszin érkezett ekkortájt, mivel a hegyekben való megélhetésük a kereskedelem szűkülésével nagyban megnehezedett. Egyes családok kényszerhelyzetben döntöttek a faluba költözés mellett, mivel a Tereblja-Rika (Ökörmezői járás) vízierőmű létrehozásakor több falut felszámoltak.
1938–44 között visszakerült Magyarországhoz.
1945-ben Szovjetunióhoz csatolták a települést. 1991 óta Ukrajnához tartozik.

## Önkormányzat és közigazgatás
- magyarul: 90210 Beregszászi járás, Nagybakos, Béke u. 51.
- ukránul: 90210, с. Свобода, вул. Миру, 51
- Polgármesteri hivatal telefonszáma: +(3803141)-4-950-0

## Népesség
A község lakosságának többsége ukrán, de jelentős a magyar kisebbség is. A magyar nyelvű oktatásra jelenleg csak alsó tagozaton, illetve nyelvoktató iskolában van lehetőség.
A településen élők többsége (az Ukrajnai viszonylatban is megélhetés szempontjából jónak mondható település helyett) inkább más országokban (Magyarország, Csehország, Oroszország, Szlovákia) keres munkát, elsősorban az építőiparban.

## Gazdaság
Nagybakos község viszonylag gazdag településnek számít. Ennek oka kedvező helyzete, mivel a Csap–Bátyú–Munkács–Lviv-vasútvonal, a Csap–Beregszász–Aknaszlatina vasútvonal és a Tuzsér–Bátyú teherforgalmú vonal találkozásánál található, és földgázvezeték is érinti a települést. Így a jellemző mezőgazdaság mellett a 2003-ban átadott rakódó pályaudvar is bevételi forrásnak számít.